# Кутан (коммуна)
Кута́н (фр. Coutens) — коммуна во Франции, находится в регионе Юг — Пиренеи. Департамент коммуны — Арьеж. Входит в состав кантона Мирпуа. Округ коммуны — Сен-Жирон.
Код INSEE коммуны — 09102.

## Население
Население коммуны на 2008 год составляло 151 человек.
| 1962 | 1968 | 1975 | 1982 | 1990 | 1999 | 2008 |
| ---- | ---- | ---- | ---- | ---- | ---- | ---- |
| 122  | 128  | 127  | 135  | 151  | 148  | 151  |

## Экономика
В 2007 году среди 90 человек в трудоспособном возрасте (15—64 лет) 60 были экономически активными, 30 — неактивными (показатель активности — 66,7 %, в 1999 году было 69,3 %). Из 60 активных работали 53 человека (29 мужчин и 24 женщины), безработных было 7 (4 мужчины и 3 женщины). Среди 30 неактивных 9 человек были учениками или студентами, 9 — пенсионерами, 12 были неактивными по другим причинам.